# Myroslav Stupar
Myroslav Ivanovych Stupar ou Miroslav Ivanovich Stupar - (em ucraniano, Мирослав Іванович Ступар) e em russo, Мирослав Иванович Ступар (Stanislav - atual Ivano-Frankivsk, 27 de agosto de 1941) é um ex-árbitro de futebol e ex-futebolista ucraniano.

## Carreira como atleta
Entre 1958 e 1969, Stupar teve uma discreta carreira de jogador de futebol. Como goleiro, defendeu Spartak Stanislav (atual Spartak Ivano-Frankivsk), Volyn Lutsk e Dynamo Khmelnytskyi até se despedir dos gramados em 1969, com apenas 28 anos, para dedicar-se à carreira de árbitro, iniciada no ano seguinte.

## Carreira como árbitro
Filiado à FIFA em 1977 (quatro anos após ser incluído no quadro de árbitros da Federação de Futebol da URSS), Stupar não foi escalado para apitar na Copa de 1978.
Seria na Copa de 1982, mais precisamente na partida entre França e Kuwait, que Stupar ganharia as manchetes. A França vencia por 3 a 1, quando aos 27 minutos do segundo tempo, após o meia francês Giresse ter marcado o quarto gol dos Bleus, o sheik kuwaitiano Fahad Al-Sabah, presidente do Comitê Olímpico do Kuwait e irmão do emir de seu país, denunciou um suposto impedimento ao árbitro - um apito procedente das arquibancadas foi o pivô da confusão. Al-Sabah decidiu invadir o gramado para tentar convencer Stupar a anular o gol. Pressionado pelo sheik, o áritro acabou invalidando o gol de Giresse. Mesmo assim, a França venceu o Kuwait por 4 a 1, o quarto e último gol marcado no final do jogo por Bossis.
A atitude custou caro a Stupar: ele estava escalado para ser o bandeirinha no jogo Inglaterra e Kuwait, mas a FIFA suspendeu o árbitro do quadro de arbitragem, porém ele seguiria apitando partidas do Campeonato Soviético até o final de sua carreira, em 1991. A Associação de Futebol do Kuwait sofreu multa de 25 mil francos suíços, e Fahad Al-Sabah recebeu uma reprimenda.

## Links
- Perfil de Stupar (em alemão)